# Лапиньский, Станислав
Станислав Лапиньский (пол. Stanisław Łapiński; 25 сентября 1895 — 26 января 1972) — польский актёр театра, кино и телевидения, также театральный режиссёр.

## Биография
Станислав Лапиньский родился 25 сентября 1895 года в Варшаве. Актёрское образование получил в Варшавской драматической школе, которую окончил в 1919 году. Дебютировал в театре в Познани в 1919 г. Актёр театров в Варшаве, Познани, Быдгоще и Лодзи, директор театра в Радоме. Выступал в спектаклях «театра телевидения» в 1959—1969 годах. Умер 26 января 1972 года в Лодзи и там похоронен на коммунальном кладбище Долы.
Его внук — актёр Ежи Лапиньский.

## Избранная фильмография
- 1931 — Десятеро из Павиака / Dziesięciu z Pawiaka
- 1932 — Княгиня Лович / Księżna Łowicka
- 1933 — Каждому можно любить / Każdemu wolno kochać
- 1933 — История греха / Dzieje grzechu
- 1934 — Певец Варшавы / Pieśniarz Warszawy
- 1935 — Антек-полицмейстер / Antek Policmajster
- 1936 — Пан Твардовский / Pan Twardowski
- 1936 — Роза / Róża
- 1936 — Фред осчастливит мир / Fredek uszczęśliwia świat
- 1937 — Пламенные сердца / Płomienne serca
- 1939 — В конце пути / U kresu drogi
- 1939 — Три сердца / Trzy serca
- 1946 — Два часа / Dwie godziny
- 1946 — Запрещённые песенки / Zakazane piosenki
- 1946 — В крестьянские руки / W chłopskie ręce
- 1952 — Юность Шопена / Młodość Chopina
- 1953 — Дело, которое надо уладить / Sprawa do załatwienia
- 1953 — Пятеро с улицы Барской / Piątka z ulicy Barskiej
- 1957 — Шляпа пана Анатоля / Kapelusz pana Anatola
- 1958 — Король Матиуш I / Król Maciuś I
- 1961 — Сегодня ночью погибнет город / Dziś w nocy umrze miasto
- 1962 — Комедианты / Komedianty
- 1962 — Лебединая песня / Łabędzi śpiew
- 1964 — Барышня в окошке / Panienka z okienka
- 1964 — Вернись, Беата! / Beata
- 1967 — Невероятные приключения Марека Пегуса / Niewiarygodne przygody Marka Piegusa (только во 2-й серии)

## Признание
- 1955 — Кавалерский крест Ордена Возрождения Польши.
- 1959 — Командорский крест Ордена Возрождения Польши.
- 1963 — Награда «Комитета в дела радио и телевидение».